# Милен
Милен (нем. Miehlen) — община в Германии, в земле Рейнланд-Пфальц. 
Входит в состав района Рейн-Лан. Подчиняется управлению Настеттен.  Население составляет 2055 человек (на 31 декабря 2010 года). Занимает площадь 15,01 км².